# Louis Malteste
Jules Malteste, dit « Louis Malteste », né à Chartres le 14 septembre 1862 et mort à Paris le 25 janvier 1928, est un écrivain, peintre, graveur, lithographe, dessinateur et illustrateur français. 

## Biographie
Né à Chartres le 14 septembre 1862, Jules Malteste (qui prend le prénom de Louis) est le frère aîné de Henri Malteste (1870-1920), dit « Malatesta ». Tous les deux travaillent pour L'Illustration dans les années 1890. Louis fait de nombreux croquis d'audiences pour cet hebdomadaire. Il semble qu'il ait commencé à dessiner pour la Maison Quantin dès les années 1880, des planches d'imagerie destinées aux enfants.
Peintre, il expose au Salon des artistes français en 1889 et 1890, se disant élève d'Hubert Ponscarme. En 1897, il participe au Salon des Cent, puis, à partir de 1897, au salon de la Société nationale des beaux-arts. On connaît de lui des scènes de rue, des paysages, traités à la gouache et en aquarelles. Il développe son art également à partir de la pierre lithographique.
Le 13 septembre 1892, Auguste Rodin le contacte pour exécuter une esquisse de son visage, ses traits ressemblant à ceux de Charles Baudelaire, que le sculpteur s'apprête à faire en buste.
Outre ses participations des revues d'art et de littérature (L'Estampe moderne, l'Ermitage ou la Plume en 1897-1898), Louis Malteste est illustrateur dans la presse humoristique – La Caricature, l'Assiette au beurre (numéro spécial sur « Les classes dirigeantes », novembre 1906), le Chat noir, Je sais tout, Lectures pour tous, Qui lit rit, le Frou-frou, Sans-gêne, etc. 
Il est également à l’origine d’affiches (dont pour des films muets), de cartes postales et d'illustrations pour des romans. Il semble avoir été proche de Pierre Mac Orlan.
Il est l’auteur de nombreux romans érotiques sadomasochistes (au départ de flagellation et de fessées) sous le nom de plume de « Jacques d’Icy », édités par Jean Fort et vendus par souscription.

## Œuvre

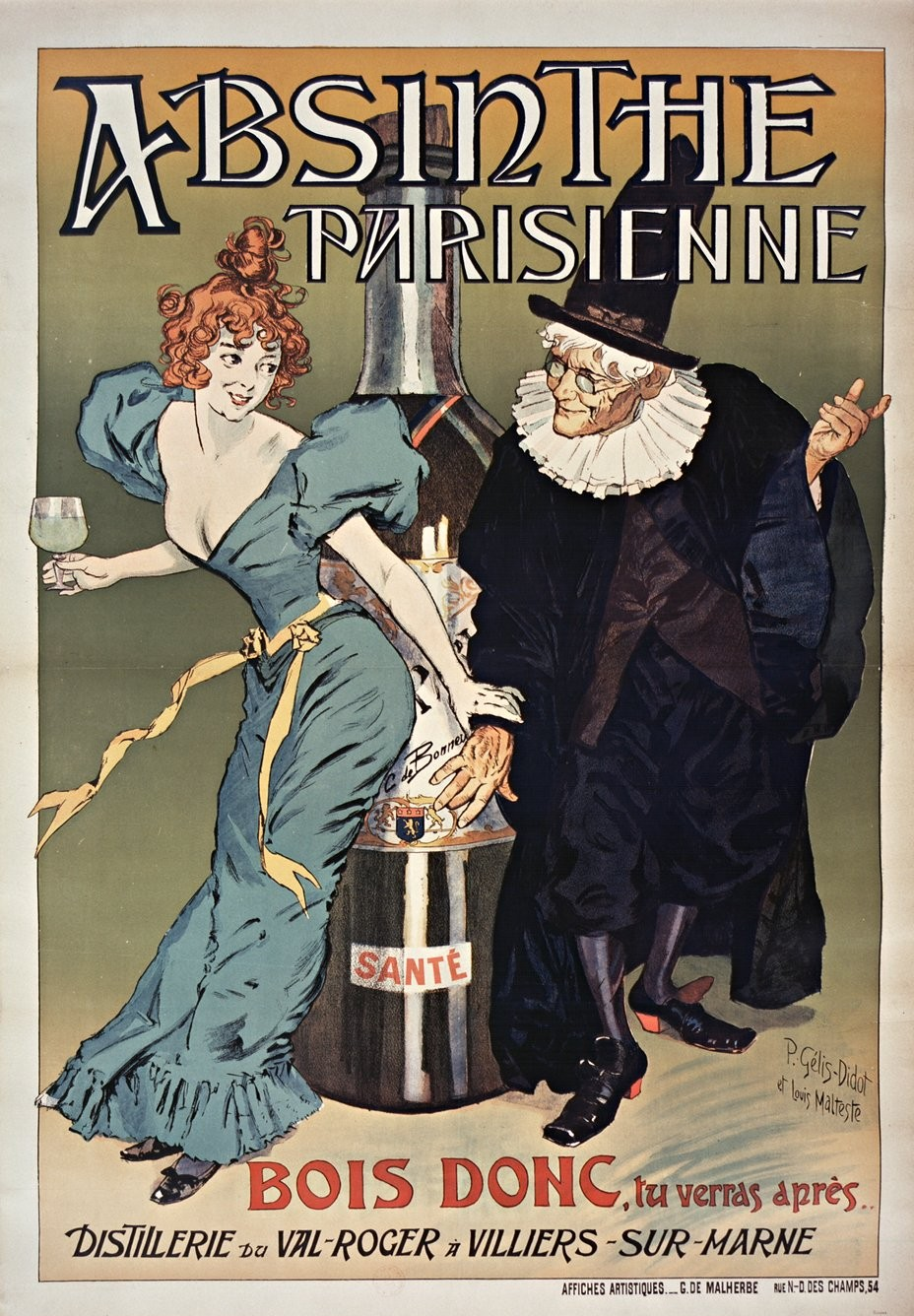
Absinthe Parisienne (1896), affiche lithographiée.

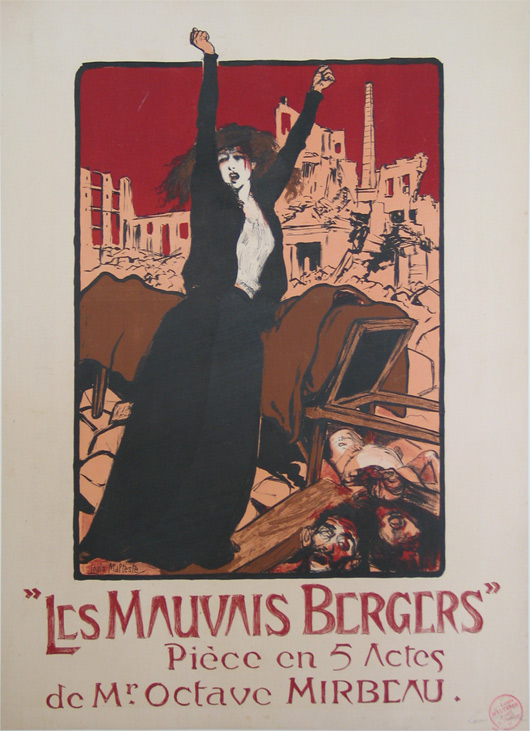
Les Mauvais Bergers (1897), affiche lithographiée.

### Affiche
- Absinthe Parisienne. Bois donc, tu verras après (1896) avec P. Gélis-Didot (1853-?), lithographie tirée par les Affiches parisiennes (BnF).
- Les Mauvais Bergers, pièce en 5 actes de Mr Octave Mirbeau (1897).
- Les Misérables d'après Victor Hugo (1912), film d'Albert Capellani, avec Henri Krauss, SCAGL.
- Le Petit Jacques (1913), film de Georges Monca, avec Henri Étiévant, SCAGL.
- Le Chevalier de Maison Rouge (1914), film d'Albert Capellani.
- Les Effluves funestes (1916), film de Camille de Morlhon, Pathé frères.
- Le Chemineau (1935 ?), film de Fernand Rivers[6].
- PLM. La Côte d'Azur à 13 heures de Paris par trains extra-rapides, s.d.
- Théâtre Antoine, théâtre à bon marché, tirée également en carte-postale, s.d.
- Les Apaches de Paris, s.d.

### Roman

#### Sous le nom de Jacques d'Icy
Ces ouvrages sont illustrés par Malteste de dessins érotiques :
- Qui aime bien, Paris, Jean Fort, collection des Orties Blanches, 1916.
- Châtie bien, Paris, Jean Fort, collection des Orties Blanches, 1916.
- Monsieur Paulette et ses épouses, Paris, Jean Fort, collection des Orties Blanches, 1921.
- Fifi l’Arpète, Paris, Jean Fort, collection des Orties Blanches, 1922.
- Paulette trahie, Paris, Jean Fort, collection des Orties Blanches, 1922.
- Suzanne écuyère, Paris, Jean Fort, collection des Orties Blanches, 1923.
- Lucile et Ginette, ou les vierges folles, Jean Fort éditeur, s.d. [1925].
- La Pécheresse passionnée, Paris, Jean Fort, collection des Orties Blanches, 1926.
- Brassée de faits, Paris, Jean Fort, collection des Orties Blanches, 1926.
- Les Mains chéries, Paris, Jean Fort, Collection des orties blanches, 1927.
- Monsieur Paulette et ses épouses, Paris, Jean Fort, Collection des orties blanches, 1930.

### Autres illustrations
- Le Prince de Zohim, Paris, Imagerie artistique [planche], Maison Quantin, 1893.
- Carte postale artistique pour la collection des cent, 1902.
- Hector France, Le Beau Nègre, Paris, Charles Carrington, 1902.
- Henri Lavedan, Le Marquis de Priola ; Viveurs, Arthème Fayard, Modern-Bibliothèque, 1910.
- Pierre du Bourdel, Les Aventures amoureuses de Mlle de Sommerange, Paris, Jean Fort, 1910.
- Henri Lavedan, Les Marionnettes, Arthème Fayard, Modern-Bibliothèque, 1910.
- Henri Lavedan, Le Vieux Marcheur, Paris, Arthème Fayard, 1910.
- Sadie Blackeyes, Miss, Paris, Jean Fort, collection des Orties Blanches , 1912.
- Sadie Blackeyes, Lise fessée, Paris, Jean Fort, collection des Orties Blanches, 1912.
- Honoré-Gabriel Riqueti de Mirabeau, Le Rideau levé ou L’Éducation de Laure, Paris, Jean Fort, 1912.
- Sadie Blackeyes, Quinze ans, Paris, Jean Fort, collection des Orties Blanches, 1913.
- Victor Leca, La Cocotte de Paris, Paris, Jean Fort, 1913.
- John Cleland, Mémoires de Miss Fanny, Paris, Jean Fort, 1913.
- Victor Leca, La Cocotte de Paris, Paris, Jean Fort, 1913.
- René Schwaeblé, L’Amour à passions, Paris, Jean Fort, 1913.
- Sadie Blackeyes, Petite Dactylo, illustré par Malteste, Paris, Jean Fort, 1914, réédition 1933.
- Pierre du Bourdel, Aventures amoureuses de Mlle de Sommerange, Paris, Jean Fort, 1914.
- Sadie Blackeyes, Baby, douce fille, illustré par Malteste, Paris, Jean Fort, collection des Orties Blanches, 1919.
- Claude Godard d’Aucour, Thémidore, Paris, Maurice Glomeau, 1926.
- Crébillon fils, Les Faits et gestes du vicomte de Nantel, Paris, Jean Fort, 1927.
- René-Michel Desergy, Édith préceptrice, Paris, Jean Fort, collection des Orties Blanches, 1930.
- René-Michel Desergy, Diana gantée, Paris, Jean Fort, collection des Orties Blanches, 1932.
- Liane Lauré, Confidences égarées, Paris, Jean Fort, collection des Orties Blanches, 1932.